# قرالي (أيل تيمور)
قرالي (بالفارسية: قرالی) هي قرية تقع في إيران في أذربيجان الغربية. يقدر عدد سكانها بـ 94 نسمة بحسب إحصاء 2016.